# Paoliella melanocallis
Paoliella melanocallis är en insektsart som beskrevs av Quednau 1974. Paoliella melanocallis ingår i släktet Paoliella och familjen långrörsbladlöss. Inga underarter finns listade i Catalogue of Life.